# 세관신고서

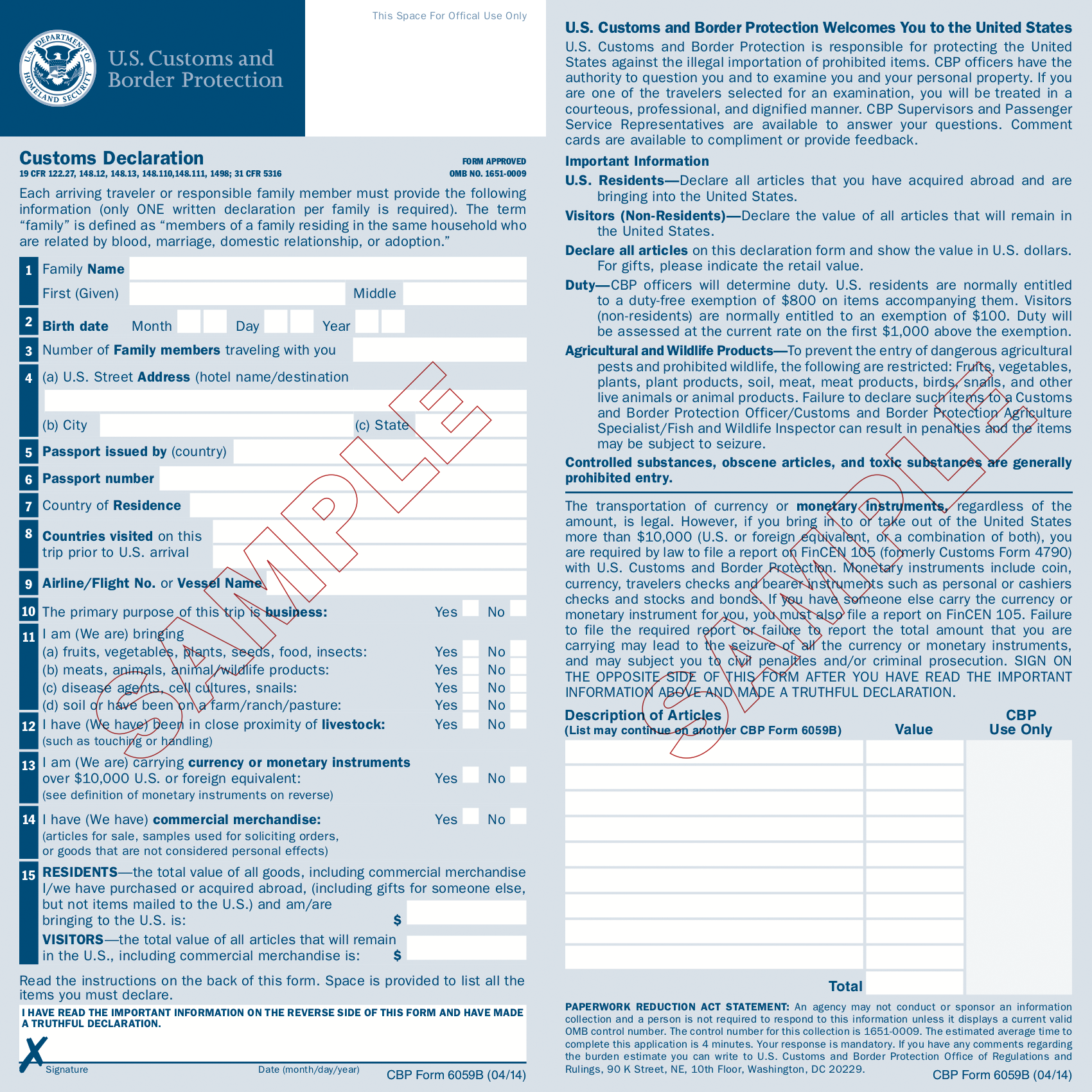
미국 세관신고서 7059B (도착 카드)

세관신고서, 통관신고서는 세관에 물품의 수출, 수입 또는 반송을 신고하고 그 허가를 요청하는 서류이다.
세관신고서는 공민이나 방문객이 관세영역(국경)에 들어갈 때 수입 또는 수출되는 물품의 내역을 기재한 양식이다. 대부분의 국가에서는 여행자가 신고 물품(주류, 담배 제품, 동물, 신선 식품, 식물 재료, 종자, 토양, 육류 및 동물성 제품)을 국경을 넘어 반입할 때 세관 신고서를 작성하도록 요구한다. 국제우편으로 물품을 우송하는 경우에도 발송인이 세관신고서를 작성해야 한다.
신고 양식은 세관이 국가의 경제, 안보 또는 환경에 영향을 미칠 수 있는 국가로 들어오는 상품을 통제하는 데 도움이 된다. 부가세가 부과될 수 있다.
여행자는 해외에서 취득한 모든 것을 신고해야 하며 상품에 대한 관세를 납부해야 할 수도 있다. 일부 국가에서는 명시적으로 신고할 필요가 없는 특정 제품에 대해 면세 한도를 제공한다.

## 같이 보기
- 탑승수속
- 출국신고서
- 면세점
- 여행허가전자시스템
- 운송주선인
- 수입액순 나라 목록
- 여권